# コーヒーロースター

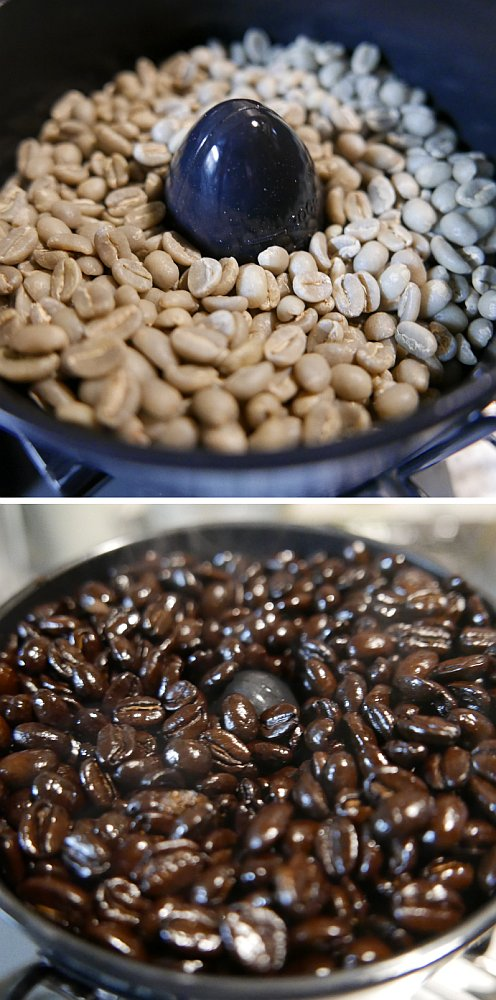
家庭用コーヒーロースター
上）生豆、下）焙煎後

コーヒーロースター (coffee roaster) とは、
- コーヒーを生豆の状態で仕入れ、焙煎して、卸売りまたは小売りをする業者のこと。キーコーヒー（旧称：木村コーヒー店）や上島珈琲 (UCC) のような大規模なものから、街にある家族経営のものまである。
- コーヒー豆を焙煎するための機器。コーヒー焙煎器。業務用の大型のものから家庭用までいろいろな種類がある。本項で、家庭用のものについて詳述する。

## コーヒーロースターを家庭で使う意味
コーヒーは「3たて」つまり炒りたて、挽きたて、淹れたてが最高と言われることもあるが、焙煎当日は豆からの二酸化炭素の放出が多いため、最高の状態とはいえず、翌日以降の数日間が味、香り共にピークとなる。この最もよい期間に味わうために、家庭で焙煎するケースがある。煎った豆は、密閉容器に入れておいても10日も経つと香味が落ちてくる。100～200gずつ小口に焙煎できれば、頻繁にコーヒー豆専門店に通わなくても炒りたてのコーヒーを賞味することができる。必然的にコーヒーミルも所持する必要がある。

## 手動式と電動式
手動式は、携帯用のガスコンロや、都市ガス、プロパンガスのレンジを使うもので、焙烙（ほうろく、小型の片手フライパンのようなもの）、手網、レンジの上にセットして、豆の入った籠を回転させて焙煎するタイプがある。焙煎の度合いは、色と、ハゼ（豆がはぜること）の音で判断する。煎りムラができないように焙煎するには、ある程度の熟練が必要で、また、チャフと呼ぶ種皮が散乱するので、片づけるのが大変である。
電動式は、熱風循環式などいくつかの方式がある。煎り加減は、時間のみをタイマーでセットするものや、マイクロプロセッサで、温度や温度カーブ、時間を自由にセットすることができるものなどがある。チャフは自動的に分離されるものが多い。
手動、電動共に、焙煎後、余熱で意図しない深煎りとならないよう、クーリング（冷却）が必要である。